# Clelia errabunda
Espèce
Clelia errabunda est une espèce de serpents de la famille des Dipsadidae.

## Répartition
Cette espèce est endémique de Sainte-Lucie.

## Publication originale
- Underwood, 1993 : A new snake from St Lucia, West Indies. Bulletin of the Natural History Museum (Zoology), vol. 59, no 1, p. 1-9 (texte intégral).